# Билль о правах 1689 года
Би́лль о права́х 1689 — «Акт, декларирующий права и свободы подданного и устанавливающий наследование Короны» (англ. Bill of Rights — "An Act declaring the Rights and Liberties of the Subject and Settling the Succession of the Crown") — законодательный акт, принятый парламентом Англии 16/26 декабря 1689 года в результате «Славной революции» — одна из основных частей британской Конституции (наряду с Хабеас корпус актом и Актом об устроении). Стал одним из первых документов, юридически утвердивших права человека.
В нём были закреплены ограничения прав монарха в пользу высшего органа представительной власти. Король лишался следующих прав:
- приостанавливать действие законов либо их исполнение: «Предполагаемая власть приостанавливать законы или исполнение законов королевским повелением, без согласия парламентом, незаконно»;
- устанавливать и взимать налоги на нужды короны: «Взимание сборов в пользу и в распоряжение Короны, в силу якобы прерогативы, без согласия парламента или за более долгое время или иным порядком, чем установлено парламентом, незаконно»;
- формировать и содержать постоянную армию в мирное время «Набор или содержание постоянного войска в пределах королевства в мирное время иначе, как с согласия парламента, противно закону».

В нём были подтверждены следующие права подданных:
- свобода (для протестантов) иметь оружие для самообороны (в количестве, ограниченном для разных социальных классов в разной мере): «Подданные протестантского исповедания могут носить оружие, соответствующее их положению, и так, как дозволено законом»;
- свобода подачи петиций королю: «Обращаться с ходатайствами королю есть право подданных, и всякое задержание и преследование за такие ходатайства незаконны»;
- свобода от штрафов и конфискаций имущества без решения суда: «Всякие пожалования и обещания из сумм, ожидаемых от штрафов и конфискаций, до осуждения незаконны и недействительны»;
- свобода от жестоких и необычайных наказаний, от чрезмерно больших штрафов: «Не допускается требование чрезмерных залогов, ни наложение чрезмерных штрафов или жестких и необычайных наказаний»;
- свобода слова и дебатов; никакие слушания в Парламенте не могут быть основанием для привлечения к ответственности в суде и не могут быть подвергнуты сомнению за пределами парламента (парламентский иммунитет);
- свобода выборов в парламент (в то время лишь для состоятельных граждан) от вмешательства короля. Определял принципы представительства в парламенте пропорционально уплачиваемому налогу (фактически избирательным правом пользовались только аристократы и крупная буржуазия): «Выборы членов парламента должны быть свободны».